# ТСН
ТСН (Телевізійна Служба Новин) — щоденна інформаційна програма новин на телеканалі «1+1» виробництва «1+1 Media». По буднях виходить до 8 випусків ТСН залежно від дня тижня, у суботу і неділю — по одному. Основним випуском ТСН є вечірній, що починається о 19:30.
ТСН є однією з найпопулярніших програм новин в Україні. У грудні 2012 року програма встановила абсолютний рекорд, здобувши частку аудиторії 31,5 %. Це означає, що майже третина глядачів в Україні дивилася випуски ТСН.
Окрім щоденних випусків новин, редакція ТСН також випускає недільну аналітичну програму «ТСН. Тиждень».
З 28 травня 2018 року ТСН розпочинає проєкт зі словами підтримки незаконно ув'язненому у Росії українському режисеру Олегу Сенцову від його колег — діячів українського мистецтва.
ТСН входить до медіахолдингу «1+1 Media», що належить Ігорю Коломойському (знаходиться під санкціями РНБО) разом з телеканалами «1+1», «1+1 Україна», «2+2», «ТЕТ», «ПлюсПлюс», «Бігуді», «УНІАН», «1+1 International», сайтами «Главред» і «Телекритика».

## Концепція
Програма виходить у прямому етері. Темами для сюжетів ТСН стають події, що викликають резонанс у аудиторії. Слоган програми — «ТСН вражає».
Новини з регіонів є одним з пріоритетів ТСН, програма має власних кореспондентів у кожній області України (винятком є Крим) та поза її межами.

## Історія

Заставка ТСН періоду 1998—2000 років

Ньюзрум ТСН 1997 року

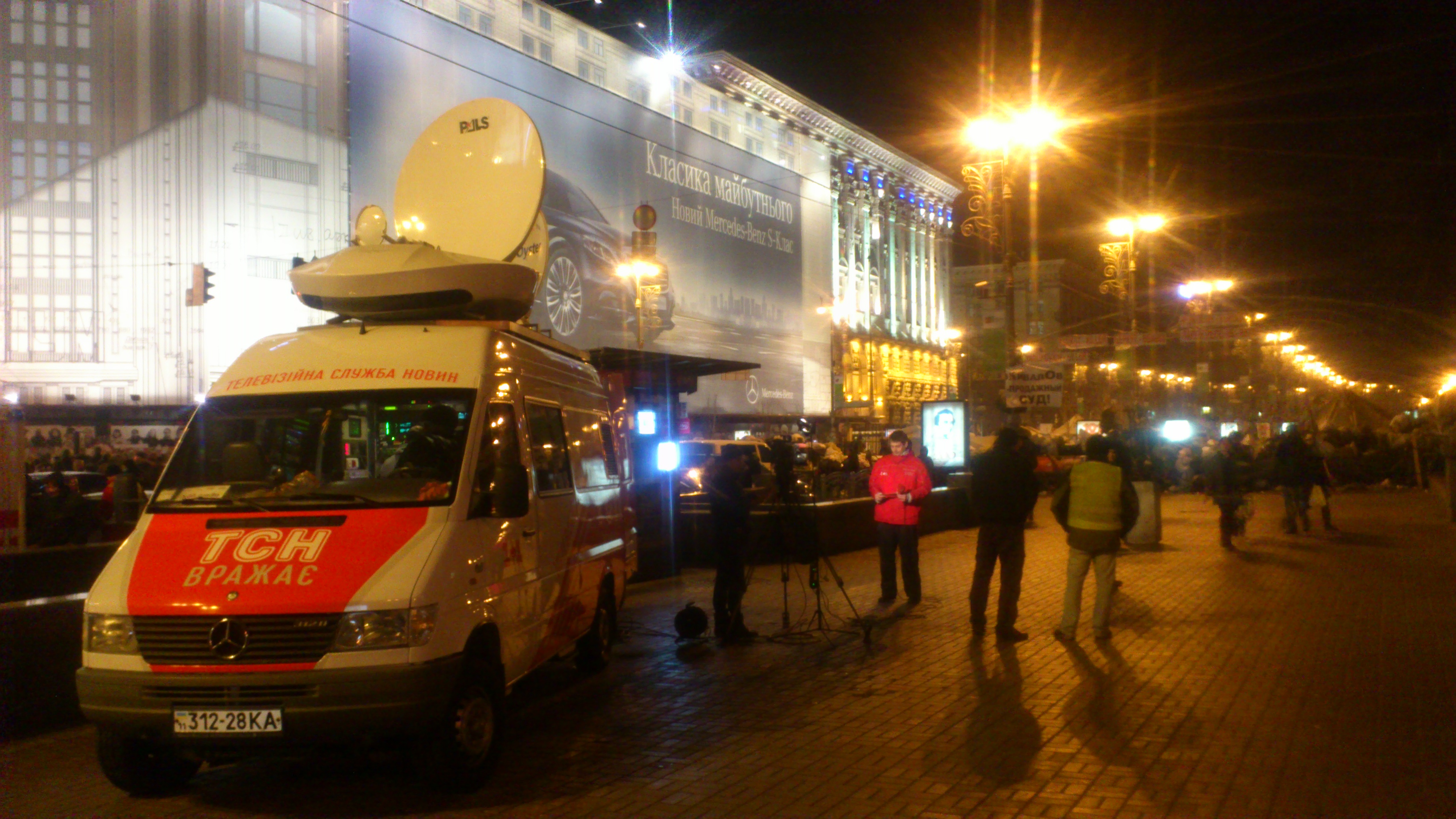
ТСН працюють на Євромайдані 19 лютого 2014 року

Першим головним редактором ТСН з грудня 1996 по грудень 1997 був Олександр Ткаченко (повернувся на 1+1 2008 року як керівник групи компаній 1+1).

### 1997—2008
Перший випуск ТСН вийшов в етер на каналі 1+1 увечері 1 січня 1997 року із ведучою Аллою Мазур. Він вийшов о 19:50, після виступу колишнього учасника гурту «The Beatles» Пола Маккартні, який співав хіти «ліверпульської четвірки». Надалі, вечірній випуск перенесуть на 19:30.
|  | Ми так намагалися зробити все за вищим ґатунком, що в підсумку перший випуск ТСН, заявлений на 19:30, вийшов в ефір пізніше... А наступним сюрпризом став мій новий вигляд. За порадою головного редактора мені навіть довелося сказати в ефірі: «Хто не впізнав — це я, Алла Мазур». А не впізнав, дійсно, багато хто. Але, по-моєму, керівництву це навіть сподобалося... Тоді у керівництва «ТСН» були «бі-бі-сішно-сі-ен-енівські» орієнтири, і ведучу вони хотіли бачити природньою і лаконічною, але при цьому — жіночною, — Алла Мазур |

Другим ведучим ТСН став Ігор Слісаренко, який вів нічні випуски.
Основу першої журналістської команди ТСН склала команда телепрограми «Післямова» (зокрема, Олексій Мустафін, Андрій Шевченко, Іванна Найда, Віктор Коваленко, Олесь Терещенко, Володимир Скачко, Захар Бутирський) і деякі кореспонденти з програми «Вікна» телеканалу «СТБ».
Згодом ведучими ТСН були Людмила Добровольська, Ірина Ванникова, Євген Глібовицький, Ілона Довгань, Марина Кухар, Олексій Ліхман, Віталій Гайдукевич, Марина Леончук.
Головними редакторами ТСН були Олександр Кривенко (лютий 1998 — червень 1999), Данило Яневський (червень — грудень 1999), В'ячеслав Піховшек (грудень 1999 — січень 2005), Олена Несміян (2005—2006), Владімір Карташков (2006—2008), Наталія Катеринчук (2008—2009), Максим Шиленко (2009—2010), Олексій Рогатник (2010 рік).
У жовтні 2010 року шеф-редактором ТСН став Сергій Попов, а згодом його змінила Тетяна Пушнова.
З нагоди 20-річчя ТСН 14 січня 2017 року на телеканалі 1+1 вийшов документальний фільм «ТСН. 20 років» виробництва телеканалу «1+1», Управління журналістських проєктів, а також авторки, ведучої і журналістки Світлани Усенко та створено Музей новин в Україні.

### З 2008 року
- 24 серпня 2008 — Випуски ТСН повністю оновили оформлення. Змінилися оформлення студії, заставка, музика, оформлення відео стіни. У будні виходило 9 випусків ТСН: кожні півгодини з 7:00 до 9:00, 14:30, 17:00, 19:30 і 22:30. Ранкові випуски вели Ілона Довгань та Сергій Швець (парне ведення). Денні о 14:30 — Марина Леончук і Наталія Мосейчук. О 17:00 — Тетяна Кравченко. О 19:30 — Марина Леончук і Наталія Мосейчук. О 22:30 — Віталій Гайдукевич та Людмила Добровольська.
- З 3 листопада 2008 — нічні випуски ТСН ведуть Юлія Бориско та Віталій Гайдукевич (парне ведення).
- 10 листопада 2008 — ведучою основного випуску ТСН стала Наталія Мосейчук. Марина Леончук веде випуск ТСН о 14:30.
- 26 грудня 2008 — вийшов останній випуск о 14:30.
- З 12 січня 2009 — Ілона Довгань веде ранкові випуски ТСН. Марина Леончук веде випуск ТСН о 17:00.
- З 13 вересня 2009 — Алла Мазур знову веде «ТСН. Тиждень». Олексій Ліхман, який її заміняв, став ведучим ранкових і суботніх випусків ТСН.
- 10 квітня 2010 — о 15:05 і 17:00 вийшли спеціальні випуски ТСН, присвячений катастрофі Ту-154 під Смоленськом. Ведуча — Наталя Мосейчук.
- З 30 серпня 2010 — Лідія Таран стала ведучою ранкових випусків ТСН. Віталій Гайдукевич веде випуск о 17:00. Юлія Бориско — нічний випуск.
- У жовтні 2010 року шеф-редактором ТСН став Сергій Попов, який нині керує департаментом інформаційного мовлення каналу «1+1».
- 5 лютого 2011 — Марина Леончук повернулася в ТСН. Вела суботні випуски, а також ранкові випуски ТСН по черзі з Лідією Таран.
- 24 червня 2011 — вийшов останній випуск о 17:00 з Віталієм Гайдукевичем.
- 22 серпня 2011 — о 17:00 вийшов перший випуск ТСН. Особливе. Ведуча — Соломія Вітвіцька. Наповнення випуску — це світські новини, репортажі про події культури, а також журналістські розслідування подробиць життя VIP.
- З 2 квітня 2012 — випуск ТСН.Особливе став виходити о 18:00.
- З 25 квітня 2012 — Лідія Таран стала ведучою основного випуску ТСН о 19:30, замість Наталії Мосейчук, яка пішла в декретну відпустку.
- 27 квітня 2012 — о 18:00 вийшов спеціальний випуск ТСН, присвячений вибухам у Дніпропетровську. Ведуча — Лідія Таран.
- З 3 травня 2012 — ведучою ранкового випуску ТСН, замість Лідії Таран, стала Марічка Падалко.
- З 30 липня 2012 — випуск ТСН. Особливе став виходити о 17:45.
- З 1 жовтня 2012 — випуск ТСН. Особливе став виходити о 16:45.
- З 15 жовтня 2012 — Наталя Мосейчук та Лідія Таран по черзі ведуть випуск ТСН о 19:30.
- 28 жовтня 2012 — з 19:25 до 00:20 проходив телемарафон, присвячений парламентським виборам в Україні. Ведучі — Алла Мазур, Руслан Сенічкін, Наталя Мосейчук та Лідія Таран.
- 17 лютого 2013 — ТСН, разом з усім телеканалом 1+1 переїхав в нову будівлю за адресою вул. Фрунзе (нині Кирилівська), 23. Випуски стали виходити з нової студії. Змінилися заставка, музика. У студії є відеостіна площею 27 квадратних метрів.
- 25 серпня 2013 — оновлення програми ТСН. Тиждень. Змінилася заставка і анонс, який проводила сама ведуча Алла Мазур.
- З 27 серпня 2013 — Єгор Гордєєв, замість Марини Леончук, став ведучим ранкових випусків ТСН черзі з Марічкою Падалко.
- З 24 листопада 2013 — у зв'язку з подіями в країні, ТСН. Тиждень став виходити зі збільшеним хронометражем — 60-85 хвилин.
- 30 листопада та 1 грудня 2013 — виходили спеціальні випуски ТСН, присвячені розгону Євромайдану. Ведуча — Лідія Таран.
- З 2 по 15 грудня 2013 — основні випуски ТСН о 19:30 по буднях виходили зі збільшеним хронометражем — 55 хвилин, також був доданий додатковий випуск о 20:40, присвячений подіям на Євромайдані. Ведучі — Наталія Мосейчук, Лідія Таран і Алла Мазур.
- З 3 по 15 грудня 2013 — доданий додатковий випуск о 14:00, присвячений подіям на Євромайдані. Ведуча — Марічка Падалко.
- З 21 січня 2014 — основний випуск ТСН по буднях став виходити зі збільшеним хронометражем — 45-55 хвилин, суботній випуск — 35-55 хвилин.
- 22 січня 2014 — о 14:00 вийшов спеціальний випуск ТСН, присвячений подіям на Євромайдані. Ведучий — Олександр Моторний.
- З 22 по 31 січня 2014 — випуск ТСН. Особливе виходив як звичайний випуск. Ведуча — Соломія Вітвіцька.
- 28 і 29 січня 2014 — о 14:30 виходили спеціальні випуски ТСН, присвячені засідань у Верховній Раді і подій на Євромайдані. Ведучий — Єгор Гордєєв.
- 18 лютого 2014 — о 13:45 вийшов спеціальний випуск ТСН, присвячений загостренню ситуації на Євромайдані. Ведучий — Олександр Моторний.
- З 18 лютого 2014 — випуски ТСН. Особливе виходять у форматі звичайних.
- З 18 лютого 2014 — основний випуск ТСН виходить зі збільшеним хронометражем — 60-80 хвилин.
- 19 лютого 2014 — о 13:30 вийшов спеціальний випуск ТСН, присвячений загостренню ситуації на Євромайдані. Ведуча — Марічка Падалко.
- 20 лютого 2014 — з 16:30 до 00:50 проходив телемарафон ТСН, присвячений розстрілам на Євромайдані. Ведучі — Соломія Вітвіцька, Наталя Мосейчук та Лідія Таран.
- 21 лютого 2014 — о 20:40 і 23:40 вийшли спеціальні випуски ТСН, присвячені підписанню угод 21 лютого і подій на Євромайдані. Ведуча — Лідія Таран.
- 22 лютого 2014 — з 12:00 до 00:50 проходив телемарафон ТСН, присвячений ситуації в Україні. Ведучі — Лідія Таран і Марічка Падалко.
- 23 лютого 2014 — о 09:00, 11:45, 13:50, 16:00 вийшли спеціальні випуски ТСН, присвячені ситуації в Україні. Ведучі — Єгор Гордєєв і Наталя Мосейчук. Випуск ТСН. Тижня вийшов з хронометражем 3 години.
- 24 лютого 2014 — о 20:40 вийшов спеціальний випуск ТСН, присвячений ситуації в Україні. Ведуча — Наталя Мосейчук.
- 27 лютого 2014 — о 12:00 і 13:45 вийшли спеціальні випуски ТСН, присвячені ситуації в Криму. Ведучий — Єгор Гордєєв.
- 1 березня 2014 — з 22:30 до 1:30 проходив телемарафон ТСН, присвячений ситуації в Криму. Ведуча — Наталя Мосейчук.
- 2 березня 2014 — о 13:00 і 16:00 вийшли спеціальні випуски ТСН, присвячені ситуації в Криму. Ведучий — Єгор Гордєєв.
- 4 березня 2014 — о 13:00 вийшов спеціальний випуск ТСН, присвячений ситуації в Криму. Ведуча — Марічка Падалко.
- 5 березня 2014 — о 13:00 вийшов спеціальний випуск ТСН, присвячений ситуації в Криму. Ведучий — Єгор Гордєєв.
- 15 березня 2014 — з 20:20 до 01:00 проходив телемарафон ТСН, присвячений ситуації в Криму. Ведуча — Наталя Мосейчук.
- 21 березня 2014 — з 21:15 до 02:30 проходив телемарафон ТСН, присвячений ситуації в Україні. Ведуча — Наталя Мосейчук.
- 3 травня 2014 — о 15:00 вийшов спеціальний випуск ТСН, присвячений подіям в Одесі. Ведуча — Марічка Падалко.
- 25 травня 2014 — о 14:00 і 17:15 вийшли спеціальні випуски ТСН, присвячені президентським виборам в Україні. Ведучий — Єгор Гордєєв.
- 25 травня 2014 — з 19:30 до 1:30 проходив телемарафон ТСН, присвячений президентським виборам в Україні. Ведучі — Алла Мазур та Наталя Мосейчук.
- 7 червня 2014 — о 09:15 вийшов спеціальний випуск ТСН, присвячений інавгурації Президента України Петра Порошенка. Ведуча — Наталя Мосейчук.
- 24 серпня 2014 — о 12:30 вийшов спеціальний випуск ТСН, присвячений Дню Незалежності України. Ведуча — Лідія Таран.
- з 15 вересня 2014 — доданий випуск ТСН о 12:00. Ведучі — Єгор Гордєєв і Марічка Падалко.
- 26 жовтня 2014 — о 10:15 і 14:30 вийшли спеціальні випуски ТСН, присвячені парламентським виборам в Україні. Ведучий — Єгор Гордєєв.
- 26 жовтня 2014 — з 19:30 до 00:00 проходив телемарафон ТСН, присвячений парламентським виборам в Україні. Ведучі — Алла Мазур та Лідія Таран.
- 25 жовтня 2015 — о 23:20 вийшов спеціальний випуск ТСН, присвячений місцевим виборам в Україні. Ведуча — Наталя Мосейчук.
- 31 жовтня 2015 — о 23:45 вийшов спеціальний випуск ТСН, присвячений авіакатастрофі А321 над Синайським півостровом і затриманню Геннадія Корбана. Ведуча — Лідія Таран.
- 14 листопада 2015 — о 09:00 та 14:00 вийшли спеціальні випуск ТСН, присвячені терактам в Парижі. Ведуча — Марічка Падалко.
- 26 грудня 2015 — о 16:05 вийшов спеціальний випуск ТСН, присвячений судовому засіданню над Геннадієм Корбаном. Ведуча — Лідія Таран.
- 26 квітня 2016 — випуск о 16:45 вийшов в етер з Чорнобиля і був присвячений 30-й річниці аварії на Чорнобильській АЕС. Ведуча — Соломія Вітвіцька.
- 18 травня 2016 — випуск о 16:45 вийшов в етер з Чонгара і був присвячений 72-й річниці депортації кримських татар. Ведуча — Соломія Вітвіцька і Єгор Гордєєв.
- 25 травня 2016 — о 14:45 вийшов спеціальний випуск ТСН, присвячений поверненню Надії Савченко на Україну. Ведуча — Марічка Падалко.
- 16 липня 2016 — о 10:00 вийшов спеціальний випуск ТСН, присвячений спробі військового перевороту в Туреччині. Ведуча — Наталя Мосейчук.
- З 10 жовтня 2016 — ранкові випуски ТСН і ТСН о 12:00 замість Єгора Гордєєва, веде Святослав Гринчук.
- 28 листопада 2016 — випуски ТСН повністю оновилися. Змінилися оформлення студії, заставка, музика, оформлення випусків. Новини стали виходити в форматі 16:9.
- З 4 вересня 2017 — Юлія Бориско та Соломія Вітвіцька ведуть випуски о 16:45 і нічний випуск тиждень через тиждень.
- З 16 квітня 2018 — основний випуск ТСН виходить з колишнім хронометражем — 45 хвилин.
- 24 серпня 2018 — випуски ТСН до Дня Незалежності потрапили до Національного реєстру рекордів України за найбільшу кількість провідних (6 провідних фахівців із 6 міст України).
- 26 листопада 2018 — в 00:25 вийшов спеціальний випуск ТСН, присвячений інциденту в Керченській протоці. Ведуча — Алла Мазур.
- 15 грудня 2018 — о 13:00 вийшов спеціальний випуск ТСН, присвячений об'єднавчому собору і створенню української помісної православної церкви. Ведуча — Наталя Мосейчук.
- 31 березня 2019 — о 12:00 і 15:00 вийшли спеціальні випуски ТСН, присвячені першому туру президентських виборів в Україні. Ведуча — Марічка Падалко.
- 31 березня 2019 — з 18:00 до 02:30 (з перервою з 21:30 до 23:30 на «Голос країни») проходив телемарафон «ТСН.Вибір країни», присвячений президентським виборам в Україні. Ведучі — Юлія Бориско, Алла Мазур, Наталя Мосейчук та Лідія Таран.
- 19 квітня 2019 — о 18:30 вийшов спеціальний випуск ТСН, присвячений президентським дебатам. Ведуча — Наталя Мосейчук.
- 21 квітня 2019 — о 12:00 і 15:00 вийшли спеціальні випуски ТСН, присвячені другому туру президентських виборів в Україні. Ведуча — Соломія Вітвіцька.
- 21 квітня 2019 — з 18:00 до 1:30 (з перервою з 21:30 до 00:00 на «Голос країни») проходив телемарафон «ТСН.Вибір країни», присвячений президентським виборам в Україні. Ведучі — Юлія Бориско, Алла Мазур, Наталя Мосейчук та Лідія Таран.
- 20 травня 2019 — о 09:00 вийшов спеціальний випуск ТСН, присвячений інавгурації Президента України Володимира Зеленського. Ведучий — Святослав Гринчук.
- 21 липня 2019 — о 12:00 і 15:00 вийшли спеціальні випуски ТСН, присвячені парламентським виборів в Україні. Ведуча — Марічка Падалко.
- 21 липня 2019 — з 18:00 до 00:30 проходив телемарафон «ТСН.Вибір країни», присвячений парламентським виборам в Україні. Ведучі — Юлія Бориско, Алла Мазур, Наталя Мосейчук і Святослав Гринчук.
- 24 серпня 2019 — о 08:50 вийшов спеціальний випуск ТСН, присвячений Дню Незалежності України. Ведуча — Лідія Таран.
- З 25 серпня 2019 — у випусках ТСН. Тижня повністю оновилися заставка, графічне та музичне оформлення.
- 7 вересня 2019 — о 12:08 і 13:20 вийшли спеціальні випуски ТСН, присвячені поверненню українських полонених з Росії. Ведуча — Наталя Мосейчук.
- 29 грудня 2019 — в 11:00 і 21:41 вийшли спеціальні випуски ТСН, присвячені поверненню українських полонених з Росії. Ведучі — Марічка Падалко та Соломія Вітвіцька.
- 8 січня 2020 — о 10:00 і 12:00 вийшли спеціальні випуски ТСН, присвячені авіакатастрофі Boeing 737 під Тегераном. Ведуча — Наталя Мосейчук.
- 19 січня 2020 — о 10:51 вийшов спеціальний випуск ТСН, присвячений пам'яті загиблим пасажирам та екіпажу літака Boing 737. Ведуча — Марічка Падалко.
- З 22 червня 2020 — випуски ТСН о 16:45 та о 19:30 стали виходити зі студії «Сніданку з 1+1», на час реконструкції студії ТСН. Ранкові випуски виходили не зі студії: ведучий стояв на тлі відеостіни. В основному випуску ТСН о 19:30 після годинника відразу йшла заставка, а потім — анонс подій. Прибралась фраза диктора про представлення ведучого: «Телевізійна служба новин. В студії…»
- 21 липня 2020 — о 22:01 вийшов спеціальний випуск ТСН, присвячений звільненню заручників у Луцьку. Ведуча — Наталя Мосейчук.
- З 24 серпня 2020 оформлення випусків ТСН повністю оновилися. Вони виходять з нової студії. Змінилися фон, заставка, годинник, музика. Збільшилася у розмірах відеостіна, було зроблено платформу, що може обертатися на 360°. Додалися артоб'єкти, такі як: стіл, що може їздити по студії, і куб з дисплеїв, які показують час та анімований логотип ТСН.
- з 31 серпня 2020 — у будні доданий випуск ТСН о 14:00. Ведуча — Соломія Вітвіцька.
- 26 вересня 2020 — о 10:00 та о 12:00 вийшли спеціальні випуск ТСН, присвячені авіакатастрофі літака Ан-26 під Чугуєвом. Ведуча — Лідія Таран.
- 6 жовтня 2020 — вийшов спеціальний випуск ТСН, присвячений пам'яті загиблим у авіакатасрофі літака Ан-26 під Чугуєвом. Ведуча — Марічка Падалко.
- з 12 квітня по 21 травня 2021 — у ранкових випусках ТСН та випусках о 12:00, на час реконструкції студії «Сніданку з 1+1», ведучий стояв на тлі хромакею.
- З 31 липня по 23 серпня 2021 тривав марафон-тур ТСН до Дня Незалежності України, в рамках якого випуски ТСН о 19:30 велися з різних міст України[6].
- 24 серпня 2021 — вийшов спецвипуск ТСН о 19:30 із Золотоворітського скверу, присвячений Дню Незалежності України. Ведучі: Лідія Таран, Алла Мазур і Наталя Мосейчук.
- 18 жовтня 2021 — вийшов перший випуск «ТСН. 10 вражаючих подій дня» о 23:45. Ведуча — Наталія Островська.
- 1 січня 2022 — вийшов спеціальний випуск «ТСН. 25 років», присвячений 25-річчю служби новин. У випуску використовувались заставка і графічне оформлення 1997 року[7][8]. Ведуча — Алла Мазур.
- З 7 лютого 2022 — випуск «ТСН. 10 вражаючих подій дня» став виходити о 22:50
- 24 лютого 2022 — через російське вторгнення в Україну о 6:00 запущений телемарафон «ТСН», «Сніданку з 1+1» і «Твого Дня» на всіх каналах «1+1 media»[9]. Ведучі випусків «ТСН»: Єгор Гордєєв, Марічка Падалко, Олександр Моторний, Наталія Островська, Соломія Вітвіцька, Святослав Гринчук і Лідія Таран.
- 26 лютого 2022 — телеканал «1+1» доєднався до марафону «Єдині новини», в межах якого виходять спецвипуски «ТСН». Ведучі: Соломія Вітвіцька, Святослав Гринчук, Алла Мазур, Наталія Островська, Наталя Мосейчук і Марічка Падалко.
- З 20 червня 2022 — о 19:30 щодня на телеканалі «1+1 International» та на YouTube-каналі «ТСН» знову виходять звичайні випуски «ТСН». Змінилася анімація годинника і заставка новин. Хронометраж — 30 хв. Ведучі: Марічка Падалко, Наталія Мосейчук, Святослав Гринчук, Соломія Вітвіцька, Наталія Островська, Євген Плінський та Алла Мазур[10].
- З 5 лютого 2023 — в межах марафону «Єдині новини» по неділях раз на два тижні о 20:00 виходить випуск ТСН. Тижня. Хронометраж — 1 год. Ведуча — Алла Мазур.
- 8 травня 2025 — на телеканалі «1+1 Україна» вийшов спецвипуск «ТСН» о 22:00 з Берліна, присвячений 80-річчю перемоги над нацизмом у Другій світовій війні. Ведучі — Святослав Гринчук і Наталя Мосейчук.
- 15 травня 2025 — на «1+1 Україна» вийшов спецвипуск «ТСН» о 19:30 зі Стамбула, присвячений переговорам делегацій України та Росії. Ведучі — Святослав Гринчук і Наталя Мосейчук.

### Ранкові випуски ТСН
Під час ранкового шоу «Сніданок з 1+1» у будні виходить по три випуски ТСН, тривають по 10 хвилин кожну годину у проміжку 7:00 — 9:00. Ведучі — Марічка Падалко та Святослав Гринчук.

### ТСН. День
Транслюється щобудня о 12:00, є логічним продовженням ранкових випусків, ведучі незмінні. Вирізняється своєю динамічність та лаконічністю викладу новин. Тривалість не більше 20 хвилин.

### ТСН.14:00
Ці випуски виходять в етер з 31 серпня 2020 року. Тривалість — 15 хвилин. Ведуча — Соломія Вітвіцька.

### ТСН. Особливе
«ТСН. Особливе» — перший випуск «ТСН. Особливе» вийшов в етер 22 серпня 2011 року. Ведуча — Соломія Вітвіцька — незмінно перебувала в кадрі на високих підборах, у яскравих сукнях та у чудовому гуморі.
З 18 лютого 2014 року, через трагічні події в Києві, випуски таблоїда припинені. Натомість, виходить у звичайному форматі ТСН. Ведуча незмінна.
З 4 вересня 2017 року випуски ведуть Юлія Бориско і Соломія Вітвіцька потижнево.
З 31 серпня 2020 року ведучою випусків є лише Соломія Вітвіцька. У період міжсезоння випуски о 14:00 і о 16:45 скорочені у часі і виходять у форматі закадрової начитки новин, без ведучих.

### Основний випуск: ТСН.19:30
Виходить з понеділка по суботу о 19:30 (в неділю в цей час виходить «ТСН. Тиждень»). Ведучі основного випуску — Лідія Таран і Наталія Мосейчук. Тривалість: з понеділка по середу — 65 хвилин з перервою на рекламу; у четвер — 60 хвилин з перервою на рекламу; у п'ятницю та суботу — 45 хвилин. Іноді, виходять і коротші випуски (30-35 хвилин).

### ТСН. Ніч
Виходив з понеділка по четвер о 0:45. Ведучими були Юлія Бориско та Соломія Вітвіцька. Останній випуск вийшов 19 березня 2020 року.

### ТСН. 10 вражаючих подій дня
Виходить з понеділка по середу о 22:50, і у четвер (в ніч проти п'ятниці) о 00:45. Ведуча — Наталія Островська.

### ТСН. Тиждень
«ТСН. Тиждень» — аналітична програма, транслюється щонеділі у проміжку 19:30-21:00, переривається на 9-хвилинну рекламу. Ведуча — Алла Мазур.
«ТСН. Тиждень» аналізує найголовніші події, що сталися за минулий тиждень. Кожен випуск має так звану «топову тему» — журналісти «розкручують» подію, що є найбільш актуальною на даний момент. Також у програмі ряд інших сюжетів на резонансні теми, ексклюзивні інтерв'ю відомих політиків.
|  | Теми обираємо колегіально, всім журналістським складом «ТСН. Тижня» на двох щотижневих літучках. Часом сперечаємось по кілька годин! — Алла Мазур. |

|  | Щодо тижневика, в нас є джентльменський набір із варіаціями. У випуску має бути якась політика, але дуже зрозуміла. Якщо немає такої топової новини, можемо обійтися начиткою, а не сюжетом. Також у випуск має увійти щось дуже близьке до гаманця — «про їжу». Ще наш глядач дуже любить медичні теми. На додачу в нас майже завжди є… гламурний сюжет, а також чергове мегарозслідування на кшталт матеріалу Стаса Ясинського про горілку, Дмитренка чи викриття хабарників, — Ольга Кашпор, журналістка ТСН |

«ТСН. Тиждень» постійно проводить власні журналістські розслідування. 2012 року саме розслідування «ТСН. Тиждень» сприяло звільненню невинно засудженого Максима Дмитренка, котрий відсидів у в'язниці 8 років за вбивства, скоєні «пологівським маніяком».
У час міжсезоння випуски замість «ТСН. Тиждень» виходить звичайний основний 45-хвилинний випуск «ТСН».

### ТСН в Інтернеті
tsn.ua — один з найпопулярніших інформаційних ресурсів в українському Інтернеті. Восени 2012 року став лідером серед новинних сайтів України. Охоплення аудиторії tsn.ua склало 14,46 %.
Стрічка новин tsn.ua оновлюється цілодобово. Також на сайті є аналітичні матеріали, розділи «Фото» і «Відео» тощо.
Усі телевізійні випуски ТСН можна переглянути в окремому розділі. Сайт подає онлайн-трансляції програм ТСН і найпопулярніших передач «1+1». У розділі «Проспорт» проходять онлайн-трансляції футбольних матчів Чемпіонату України, Ліги Чемпіонів та Ліги Європи.

## Графік виходу в етер
| Час            | Дні тижня | Опис                                                       | Ведучі             | Ведучі             |
| Час            | Дні тижня | Опис                                                       | Один тиждень       | Другий тиждень     |
| -------------- | --------- | ---------------------------------------------------------- | ------------------ | ------------------ |
| 7:00 8:00 9:00 | будні     | Ранкові 5-10-хвилинні випуски в програмі «Сніданок з 1+1». | Марічка Падалко    | Святослав Гринчук  |
| 12:00          | будні     | Денний випуск (20 хвилин)                                  | Марічка Падалко    | Святослав Гринчук  |
| 14:00          | будні     | Денний випуск (15 хвилин)                                  | Соломія Вітвіцька  | Соломія Вітвіцька  |
| 16:45          | будні     | Денний випуск (25 хвилин)                                  | Соломія Вітвіцька  | Соломія Вітвіцька  |
| 19:30          | пн-сб     | Вечірній випуск (45-65 хвилин)                             | Наталія Мосейчук   | Лідія Таран        |
| 22:50          | пн-ср     | Нічний випуск (10 хвилин)                                  | Наталія Островська | Наталія Островська |
| 00:45          | чт        | Нічний випуск (10 хвилин)                                  | Наталія Островська | Наталія Островська |
| 19:30          | неділя    | «ТСН. Тиждень» (80-90 хвилин)                              | Алла Мазур         | Алла Мазур         |

## Оцінки
Згідно з даними Інституту масової інформації (ІМІ), у четвертому кварталі 2021 року 32 % матеріалів інтернет-ЗМІ «ТСН» містили порушення журналістських стандартів. За показником дотримання професійних стандартів онлайн-медіа посіло 8 місце з 12.
За даними ІМІ, у грудні 2023 року понад 30 % матеріалів онлайн-медіа «ТСН» містили порушення журналістських стандартів.
У травні 2025 року Інститут масової інформації зафіксував у розділі «Новини» сайту ТСН значну кількість матеріалів, що порушують журналістські стандарти, передусім відокремлення фактів від коментарів. Частина публікацій не містила фактичної інформації, натомість поширювала забобони, псевдонаукові твердження та астрологічні «пророцтва», зокрема й у контексті війни в Україні. Також були зафіксовані матеріали з кулінарними рецептами та побутовими порадами без посилання на джерела, що є порушенням стандарту достовірності. Моніторинг виявив і публікації з ознаками замовності та порушенням стандарту балансу думок, які не були позначені як реклама.

## Нагороди
| Премія «Телетріумф» | Премія «Телетріумф»                                             | Премія «Телетріумф»                | Премія «Телетріумф» |
| ------------------- | --------------------------------------------------------------- | ---------------------------------- | ------------------- |
| Рік                 | Номінація                                                       | Переможець                         |                     |
| 2016                | Інформаційно-аналітична програма                                | «ТСН. Тиждень»                     |                     |
| 2016                | Ведучий/ведуча інформаційної, інформаційно-аналітичної програми | Алла Мазур, «ТСН. Тиждень»         |                     |
| 2015                | Ведучий/ведуча інформаційної, інформаційно-аналітичної програми | Алла Мазур, «ТСН. Тиждень»         |                     |
| 2013                | Ведучий/ведуча інформаційно-аналітичної програми                | Алла Мазур, «ТСН. Тиждень»         |                     |
| 2013                | Інформаційно-аналітична програма                                | «ТСН. Тиждень»                     |                     |
| 2013                | Репортер                                                        | Ольга Кашпор, «ТСН. Тиждень»       |                     |
| 2013                | Ведучий/ведуча інформаційної програми                           | Наталя Мосейчук, «ТСН»             |                     |
| 2013                | Інформаційна програма                                           | «ТСН»                              |                     |
| 2012                | Репортер                                                        | Ольга Кашпор, «ТСН. Тиждень»       |                     |
| 2012                | Інформацийно-аналітична програма                                | «ТСН. Тиждень»                     |                     |
| 2012                | Ведучий/ведуча інформаційно-аналітичної програми                | Алла Мазур, «ТСН. Тиждень»         |                     |
| 2010                | Ведучий/ведуча інформаційної програми                           | Алла Мазур, «ТСН. Тиждень»         |                     |
| 2006                | Інформаційна програма                                           | «ТСН. Підсумки»                    |                     |
| 2006                | Ведучий інформаційної програми                                  | Ірина Ванникова, «ТСН»             |                     |
| 2006                | Репортер                                                        | Костянтин Грубич, «ТСН»            |                     |
| 2003                | Ведучий інформаційної програми                                  | Алла Мазур, «ТСН»                  |                     |
| 2002                | Спортивний тележурналіст                                        | Сергій Полховський, «ТСН ПроСпорт» |                     |
| 2001                | Ведучий спортивної програми                                     | Євген Зінченко, «ТСН-спорт»        |                     |
| 2001                | Ведучий інформаційної програми                                  | Алла Мазур, «ТСН»                  |                     |
| Премія «Телезірка»  |                                                                 |                                    |                     |
| 2012                | Найкраща ведуча інформаційно-аналітичних програм                | Алла Мазур, «ТСН. Тиждень»         |                     |
| 2011                | Найкраща ведуча інформаційно-аналітичних програм                | Алла Мазур, «ТСН. Тиждень»         |                     |
| 2010                | Найкраща ведуча інформаційно-аналітичних програм                | Алла Мазур, «ТСН. Тиждень»         |                     |